# Maria Taylor
Maria Diane Taylor (21 de mayo de 1976) es una cantante, guitarrista y compositora estadounidense, proveniente de Birmingham, Alabama. Junto a Orenda Fink formó el dúo de rock sureño Azure Ray. También ha formado parte de las bandas Bright Eyes y Now It's Overhead. Es multinstrumentista, dominando el piano, la batería y la guitarra. Ha realizado colaboraciones con artistas como Moby, Michael Stipe de R.E.M., David Barbe, Crooked Fingers y Nik Freitas.
Lanzó su primer álbum en solitario, titulado 11:11, bajo el sello Saddle Creek Records el 24 de mayo de 2005. Su segundo álbum, Lynn Teeter Flower, fue lanzado el 6 de marzo de 2007, también por Saddle Creek. "A Good Start," la primera canción de Lynn Teeter Flower, fue nombrada una de las 10 mejores canciones de 2007. Grabó un disco acústico titulado Savannah Drive con Andy LeMaster en el 2008. El 31 de marzo de 2009 grabó su tercer trabajo, LadyLuck (Nettwerk Music Group), el cual contiene la canción "Cartoons and Forever Plans," cantada a dúo con Michael Stipe. Su cuarto álbum se tituló Overlook, y salió al mercado el 16 de agosto de 2011. Something About Knowing fue lanzado el 29 de octubre de 2013.

## Discografía

### Con Azure Ray
- Azure Ray (2001)
- Sleep (2002)
- Burn and Shiver (2002)
- November (2002)
- Hold on Love (2003)
- The Drinks We Drank Last Night (2003)
- New Resolution (2004)
- Drawing Down the Moon (2010)

### Solista
- 11:11 (2005)
- Lynn Teeter Flower (2007)
- Savannah Drive (2008)
- LadyLuck (2009)
- Overlook (2011)
- Something About Knowing (2013)